# Reial Audiència de Catalunya
|  | Per a altres significats, vegeu «Reial Audiència de Catalunya (borbònica)». |

La Reial Audiència i Reial Consell de Catalunya, o també Reial Senat de Catalunya, fou el màxim òrgan col·legiat d'administració de justícia i govern al Principat i els Comtats de Rosselló i Cerdanya que exercia el poder judicial en nom del rei. La presidència de la Reial Audiència corresponia al rei i, si no hi és, al lloctinent general (el virrei), i en absència d'aquest al canceller. Fou instaurada pel rei Ferran II d'Aragó el 1493 i reformada el 1599, fins que fou abolida per Felip V el 1714.
Equivalent a les Reials Audiència d'Aragó, de València i de Mallorca, la Reial Audiència de Catalunya es caracteritzava pel fet d'ésser tribunal suprem, mentre que les anteriors reconeixien com a instància superior al Consell d'Aragó. L'evocació d'una causa a la Reial Audiència era un recurs habitual de les universitats (municipis) i els particulars per a evitar la justícia senyorial, ja que el senyor podia ser una de les parts implicades en el conflicte. El veguer era l'oficial reial encarregat d'administrar justícia dins la vegueria, en segona instància, mentre que la primera pertocava al batlle reial o senyorial, encarregat d'administrar la justícia en primera instància a la respectiva batllia. Pel Reial Decret de 16 de gener de 1716 es donà Nova Planta -nova estructura- donant lloc a la Reial Audiència de Catalunya (borbònica).

## Antecedents
La Reial Audiència de Catalunya té els seus orígens en el Consell Reial on el sobirà era la figura central com a administrador de la justícia a la seva cort. Progressivament esdevingué un òrgan especialitzat i institucional que comptava amb la presència de juristes, per bé que amb la presència del monarca tal com ho palesà Jaume II d'Aragó establint el 1299 per a ell i els seus successors la celebració d'audiència personal cada divendres i, de no poder ésser, els altres dies de la setmana. Durant les reformes endegades per Pere el Cerimoniós la funció judicial s'organitzà institucionalment com una secció del consell reial i estretament lligada a la Cancelleria Reial i a partir del 1365 es configurà una Audiència Reial general per a tots els estats de la Corona d'Aragó integrada pel seu canceller president, per tres vicecancellers -un de cada estat- i per quatre vocals, doctors o juristes de cada estat més dos de Mallorca. Totes les causes elevades a la instància reial quedaren sotmeses a la jurisdicció de l'Audiència Reial, que quedava configurada com un tribunal únic desdoblat en tres vicecancelleries o tribunals per a cadascun dels estats.

## La Reial Audiència de Catalunya

### Segle XVI: La formació de la institució
El rei Ferran el Catòlic va reorganitzar tot el sistema d'administració de justícia medieval únic, que havia regit als regnes de la seva Corona, substituint-lo per un tribunal per a cada un dels estats de la Corona d'Aragó, dels quals el rei n'era sempre el president titular. La nova Audiència de Catalunya fou regulada a les Corts de Barcelona del 1493. Llurs membres eren el canceller, el vicecanceller (o si s'esqueia el regent la cancelleria), vuit doctors, i dos jutges de cort pels casos criminals. Poc després les Corts de Montsó del 1512 ampliaren el nombre de doctors fins a 12 i matisaren que estarien distribuïts en dues sales diferents: l'una presidida pel canceller i l'altra pel vicecanceller (o el regent la cancelleria), i en llur absència pel doctor més vell de cada sala.
En temps de Felip II de Castella a les Corts del 1564 s'establí en paral·lel un Consell del Criminal per a aquests casos. Però vint anys després, a les següents Corts de Montsó del 1585, a petició dels Braços, es va substituir per una tercera sala de l'Audiència formada per sis doctors i tres jutges de cort.

### Segle XVII: La maduresa de la institució
La Reial Audiència i Reial Consell de Catalunya assolí la seva forma definitiva a les Corts de Barcelona del 1599. El rei continuava sent-ne el president titular, però habitualment aquella funció la continuava exercint el virrei. Les sentències dels seus òrgans tenien el rang de decret reial, i eren definitivament inapel·lables, ja que la Reial Audiència catalana tenia el caràcter de tribunal suprem. Des del 1599 va quedar estructurada en dos òrgans:
- la Reial Audiència o Audiència Civil: Composta de les tres sales que tractaven els casos en matèria de dret civil.[1]
  - Primera sala: presidida pel canceller i formada per 5 doctors.[2] S'ocupava de la matèria civil en primera instància.
  - Segona sala: presidida pel regent de cancelleria i formada per uns altres 5 doctors.[2] S'ocupava de la matèria civil en primera instància, també.
  - Tercera sala: era formada per 4 doctors, el més antic dels quals actuava de president (a més a més d'aquests quatre doctors també eren part d'una quarta sala: la criminal). S'ocupava de les apel·lacions d'última instància per les causes civils fallades en les dues primeres.

- Reial Consell o també Reial Consell Criminal: Era la sala que tractava els casos en matèria de dret penal.[1] Aquesta sala la formaven el virrei (que la presidia), el regent la cancelleria (que la presidia en absència del virrei),[1] el regent la tresoreria, tres jutges de cort, i els mateixos quatre doctors de la Tercera sala civil esmentada.[2] Un procurador fiscal exercia la representació del fisc. Era l'òrgan consultiu del virrei per prendre les decisions de govern més importants o decidir sobre les mesures de gràcia.[6]

#### Competències
Ja d'entrada competia a l'Audiència qualsevol procés judicial referent a les regalies, sobretot les dels usatges Auctoritate et rogatu (II), Simili modo, Moneta, Camini et stratae, i Judicium in curia datum.
També podia apropiar-se de qualsevol cas instruït pels tribunals ordinaris que estigués directament relacionat amb un cas que ja era sota la seva jurisdicció.

##### Civils
El sistema jurídic català tenia una gran complexitat. En primer lloc les sales primera i segona:
1. S'ocupaven indistintament de les seves causes civils consistorials, és a dir: les que només la RAC podia jutjar i que per tant li competien en primera instància.[4]
2. Segonament les sales primera i segona també jutjaven les anomenades evocacions.[4] En principi regia la norma que les causes d'una vegueria s'havien de resoldre en aquest àmbit, i igualment les causes de les batllies. Però aquesta norma tenia nombrosíssimes excepcions (englobades en dues grans categories: les evocacions i les regalies) que van representar una gran part de les litigacions catalanes de l'època. Les evocacions eren tots aquells casos encara no resolts pels tribunals locals de primera instància que passaven a ser assumits per les reials audiències en segona instància. Però la RAC gaudia d'una segona singularitat i és que podia apropiar-se fins i tot de casos encara no iniciats pels tribunals locals (és a dir, actuant ella mateixa en primera instància).[7]
3. També atenien les suplicacions contra les sentències criminals definitives del Reial Consell.[4]
4. A més a més les sales primera i segona també atenien respectivament les suplicacions a les sentències de l'altra.[4]

En canvi la tercera sala actuava només en segona instància:
1. S'encarregava de les apel·lacions dels casos civils jutjats pels tribunals inferiors a la RAC (tant reials com baronials) que havien sentenciat penes superiors a 10 lliures.[4]
2. També rebia les apel·lacions de les sentències jutjades primer pel Reial Consell de la Batllia General de Catalunya o pel tribunal del Procurador General dels Comtats.[4]
3. Per acabar, podia rebre en segona suplicació aquells casos que ja havien passat per les altres dues sales (suplicant-se una vegada cap a l'altra) i les sentències havien estat contraposades.[4]

##### Penals
El Reial Consell podia jutjar les causes criminals, tant en primera instància com en segona. Si hi havia dubtes sobre si una causa era civil o criminal el cas primer l'havien de discernir dos doctors de les sales civils i dos doctors de la sala criminal nomenats pel virrei (i en cas d'empat, aquest tenia vot de qualitat).

## Transcendència jurídica i històrica

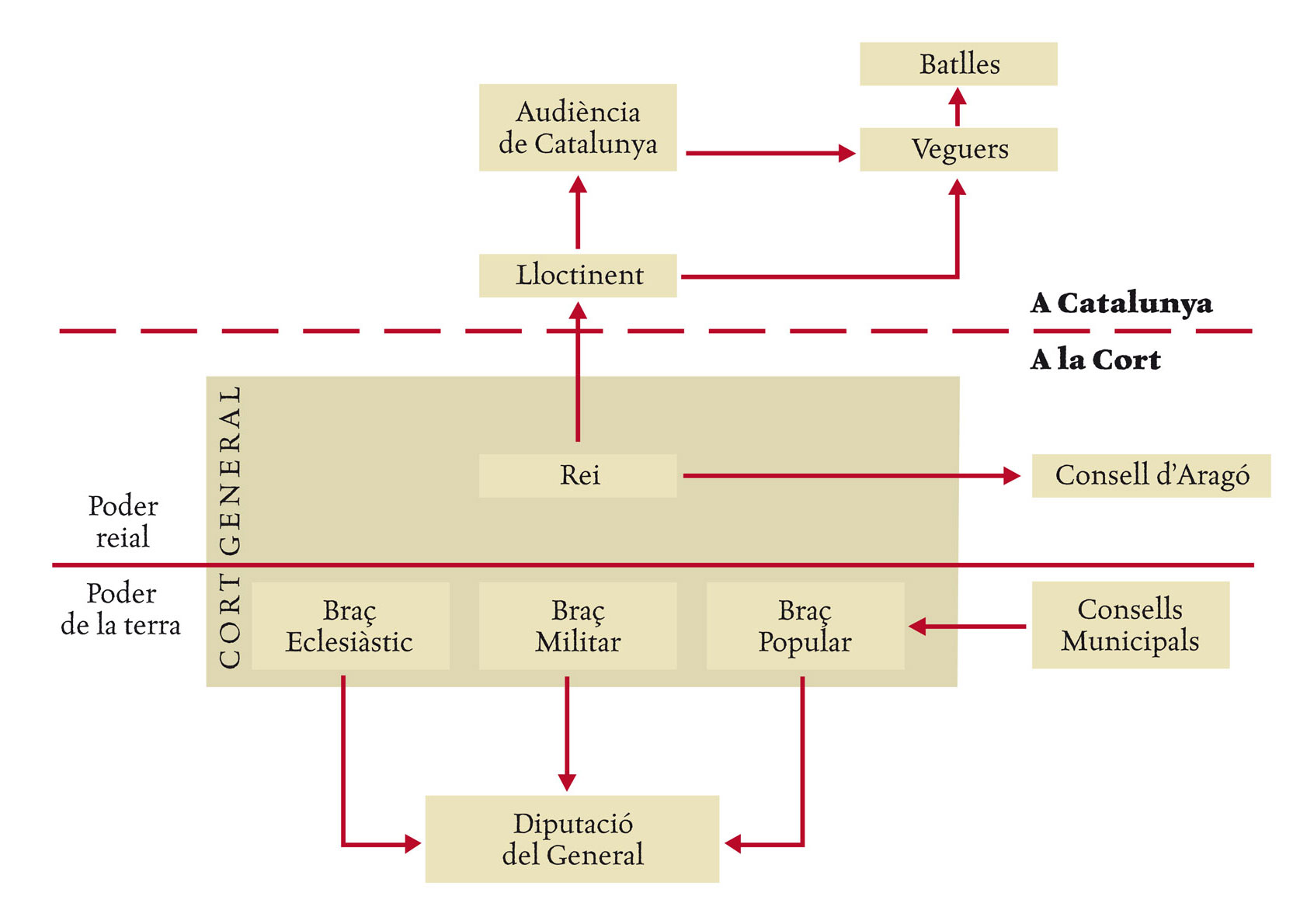
Esquema del sistema constitucional català.

Com a tribunal suprem (tribunal de darrera instància) la importància jurídica d'aquest tribunal fou extraordinària al llarg del segle xvi i xvii, fins al punt que l'emperador Carles, mitjançant la constitució Mes statuim, y ordenam, va establir que la Diputació, a despeses de la Generalitat, publiqués periòdicament les conclusions extretes de llurs sentències com a interpretació autoritzada del dret vigent.
Cal dir que durant tota l'edat moderna la Reial Audiència de Catalunya va anar assumint cada vegada més un paper d'assessor del virrei de Catalunya en temes judicials i també polítics. Donada la seva identificació amb l'agenda del virrei, durant el Corpus de Sang de 1640 els membres d'aquesta institució van ser atacats -cinc morts- produint-se l'exili de la resta d'ells i quedant, per tant, en suspens les seves funcions fins a la seva restauració després del Setge de Barcelona (1652).
| «                                         | De tres guàrdies que n'hi ha, ja n'han morta la primera; ne mataren al Virrei, a l'entrant de la galera; mataren els diputats i els jutges de l'Audiència. | » |
| — Lletra de la canço popular Els Segadors | |   |

## El Tribunal de Contrafaccions
L'entronització del nou rei Felip IV (V de Castella) vingué seguida per la convocatòria de corts. En les Corts de Barcelona (1701) les institucions de la terra aconseguiren la concessió reial per crear un Tribunal de Contrafaccions, organisme que s'encarregaria de vigilar el respecte a les Constitucions de Catalunya. Aquest tribunal hauria d'estar format per tres representants del rei, -el Regent la Cancelleria i els dos doctors dels més antics de la Reial Audiència de Catalunya-, més els tres presidents dels tres braços de la terra; el president del braç eclesiàstic -l'arquebisbe de Tarragona-, el president del braç militar, i el president del braç reial -el conseller en cap de Barcelona-.

## Abolició i Nova Planta
Un cop va esclatar la Guerra de Successió Espanyola la Reial Audiència va viure convulsa les diferents etapes de poder efectiu d'un i altre bàndol, essent significants els magistrats per un o altre pretendent a la Corona Espanyola, i produint substitucions en funció de les lleialtats. Finalment el 1714 i amb la conquesta borbònica de Catalunya fou una més de les institucions abolides per Felip V. Tot i així, i després de donar-li una nova estructura, fou restablerta una nova Reial Audiència de Catalunya el 1716 pel Decret de Nova Planta en el nou marc d'un Catalunya derrotada.